# Zgornji Razbor
Zgornji Razbor je jedním z 22 sídel, které tvoří městskou občinu Slovenj Gradec v severním Slovinsku. Nachází se v Korutanském regionu (slovinsky Koroška regija). Ve vesnici v roce 2002 žilo 113 obyvatel.

## Poloha, popis
Sídlo se rozkládá u jihozápadní hranice občiny, na severní straně Mozirské planiny v nadmořské výšce zhruba od 566 do 1699 m.
Území vesnice je však velmi hornaté. Na severozápadním okraji je vrchol hory Uršlja gora nebo také Plešivec (1699 m n. m.) Při severním okraji obce je Plešivška Kopa (1414 m n. m.). Dále jsou na území menší hory, jako Kotnikov vrh (1220 m n. m.), Molakov vrh (1183 m n. m.) a ještě několik menších. Obcí protéká od západu k východu potok Suhodolnica.
Obec je tvořena samostatnými usedlostí či samotami - Plešivec, Verjanšek, Vernšek, Planšak, Zgornji Kotnik, Razbornik, Ramšak, Molak, Grabnar, Pistotnik, Radman, Grbišnjak, Sv. Danijel a Zgornji Razbor. Všechny jsou spolu propojeny horskými silničkami.
Katastr obce má rozlohu 17,97 km².